# Парла
Парла (на испански: Parla) е град в Испания. Населението му е 125 898 жители (по данни към 1 януари 2017 г.), а площта му е 24,43 кв. км. Намира се на 648,5 м н.в. в часова зона UTC+1 в централната част на страната. Районът на града е започнал да се заселва около началото на 3 век.